# Spade Cooley
Spade Cooley, geboren als Donnell Clyde Cooley, (Grand, 17 december 1910 - Vacaville, 23 november 1969) was een Amerikaanse countrymuzikant, acteur en orkestleider.

## Jeugd
Hoewel Cooley afkomstig was uit een arme familie, kreeg hij een opleiding in klassieke muziek. Al tijdens zijn jonge jaren verdiende hij geld met optredens bij dansevenementen. In 1930 verhuisde Spade (deze naam ontstond tijdens een partijtje poker) naar Los Angeles om in het plaatselijke muziekcircuit zijn geluk te beproeven. 
Aanvankelijk vond hij werk als beginnend artiest in de vooruitstrevende filmindustrie van Californië. In 1934 werd hij door de Republic Studio gecontracteerd als stand-in voor Roy Rogers, die hem spoedig ook als fiddler toevoegde in zijn begeleidingsband. Aan het begin van de jaren 1940 voegde hij zich bij de band van de zingende cowboy Jimmy Wakely. Deze trok zich spoedig daarna terug uit de business en vertrouwde Cooley zijn muzikanten toe.

## Carrière
Cooley verplicht allereerst verdere muzikanten, waaronder Tex Williams. Het hoofdkwartier van zijn tot orkest uitgegroeide band was de Venice Pier Ballroom in  de omgeving van Los Angeles. Men speelde een dansbare western swing. De doorbraak lukte in 1945, toen met Shame On You de toppositie van de countryhitlijst werd ingenomen en negen weken aan de top bleef. In hetzelfde jaar lukten hem met A Pair Of Broken Hearts en I've Taken All I'm Gonna Take From You twee verdere top 10-hits. In 1946 volgden de top 10-hits Detour en You Can't Break My Heart en in 1947 als laatste klassering Crazy 'Cause I Love You (4e plaats).
In 1946 smeet hij na een ruzie Tex Williams eruit, en meerdere leden volgden. Cooley stelde onaangedaan nieuwe muzikanten in. Ondertussen waren Spade Cooley And His Orchestra tot de numeriek grootste formatie uitgegroeid in de geschiedenis van de countrymuziek. Met hun onnavolgbare sound staken ze zelfs Bob Wills naar de kroon. De pocherige en luide Cooley kenmerkte zichzelf als de koning van de western swing.
Ook in de filmbusiness ging het bergopwaarts. De voormalige figurant kreeg nu, dankzij zijn grotere bekendheid, veeleisende rollen. In 1947 kreeg hij de eigen tv-show The Hoffmann Hayride, die snel populair werd in Californië. De band verplaatste hun hoofdkwartier naar de Santa Monica Ballroom, waar ze doorgaans een eersteklas publieksattractie was.
In 1949 en 1950 ontstonden drie b-westerns met een uiterst gering budget, waarin Cooley de heldenrol opeiste.

## De ondergang
Aan het begin van de jaren 1950 vervaagde de interesse aan de western swing en moest Cooley tegenslagen incasseren. De driftkikker maakte constant ruzie met zijn muzikanten. Alcohol- en drugsmisbruik belasten zijn werk. Kort na elkaar had hij twee hartinfarcten. Na een mislukte investering dreigde de financiële ondergang.
In 1961 folterde Cooley zijn tweede vrouw Ella Mae Evans in een jaloezie-drama in het bijzijn van hun gezamenlijke dochter en schopte haar dood. In de gevangenis was hij mentor van Glen Sherley, die na zijn ontslag een succesvolle countrymuzikant werd. In 1969 werd Cooley voor een benefietconcert voor politieagenten korttijdig vrijgelaten. Daar bezweek hij achter het podium op 58-jarige leeftijd aan een hartinfarct.

## Discografie
- 1955: Dance-O-Rama
- 1960: Fiddoolin'

- Biblioteca Nacional de España: XX937896
- Bibliothèque nationale de France: cb13942455t (data)
- Gemeinsame Normdatei: 131236490
- International Standard Name Identifier: 0000 0000 5954 9541
- Library of Congress Control Number: n82096227
- Nationale Bibliotheek van Letland: 000096732
- MusicBrainz: 2c08026e-c7dc-4bca-b9f3-74bb3621b586
- Nationale Bibliotheek van Tsjechië: xx0046357
- SNAC: w63j616n
- Virtual International Authority File: 49412907
- WorldCat: E39PBJfGVtrkB4JM7fq3HgKPQq